# Shakira (nom)
Shakira és un nom propi femení d'origen àrab que significa "agraïda." És també utilitzat pels musulmans no àrabs com a nom persa, urdú, sindhi, kurd entre d'altres. És la forma femenina de "Shaker". Prové de la paraula àrab shukr que significa "gràcies".

## Personatges cèlebres
- Shakira Mebarak, cantant colombiana d'origen libanès.
- Shakira Caine, actriu guyanesa-britànica d'origen indi.
- Shakira Simone Lopes da Silva, caboverdana.